# Mala Breza
Mala Breza este o localitate din comuna Laško, Slovenia, cu o populație de 217 locuitori.